# Attenborosaurus
Az Attenborosaurus a hüllők (Reptilia) osztályának plezioszauruszok (Plesiosauria) rendjébe, ezen belül a Plesiosauridae családjába tartozó fosszilis nem.

## Neve és típusfaja
Az Attenborosaurus conybeari (Sollas, 1881), korábban Plesiosaurus conybeari a nem nevét a híres brit természettudósról és dokumentumfilmesről, David Attenboroughról kapta. A fajt William Conybeareról a szintén brit geológusról nevezték el.

## Előfordulása
Ez a kora jura korszaki plezioszaurusz azon a helyen élt, ahol manapság az Egyesült Királyságbeli Dorset található.

## Maradványai
Ebből a fosszilis állatból két példányt találtak meg, közülük az egyik majdnem teljes állapotban volt meg, azonban a második világháború alatt, miközben a németek lebombázták Londont ez a maradvány megsemmisült. Szerencsére a maradványról készült három másolat és az egyik megtekinthető a londoni Természettudományi Múzeumban.
Ennek az állatnak a feje igen nagy a hosszú nyakához képest, emiatt egyes rendszerezők a Pliosauroidea alrendbe sorolják, azonban mások szerint az Attenborosaurus nem egyéb, mint egy bazális, azaz kezdetleges Plesiosauroidea.
Az Attenborosaurus körülbelül 4,8 méter hosszú volt.

## Képek

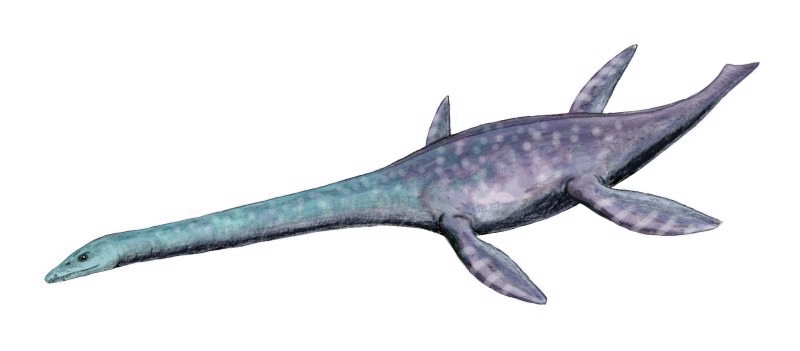
Rekonstrukció
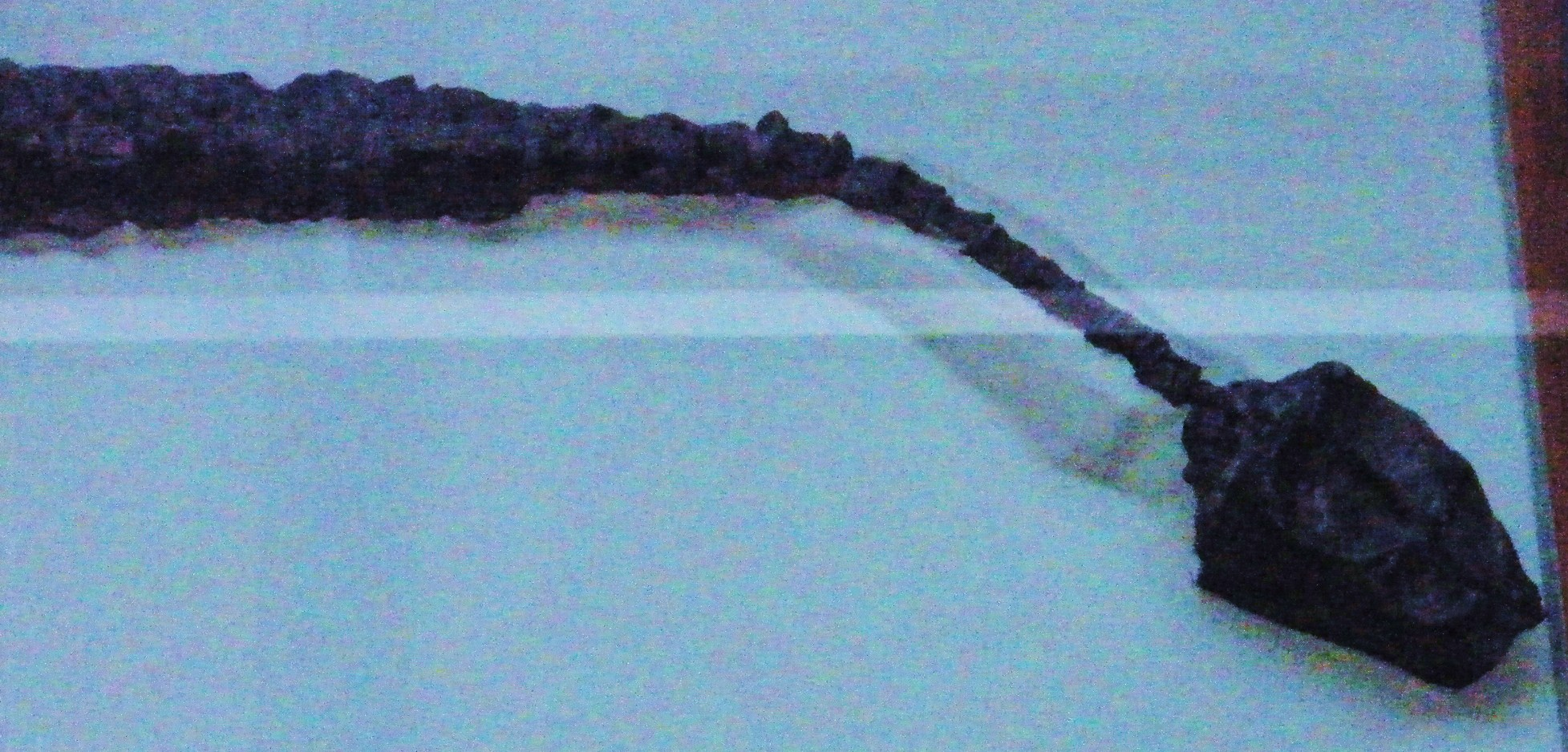
A nagy feje a hosszú és vékony nyakon
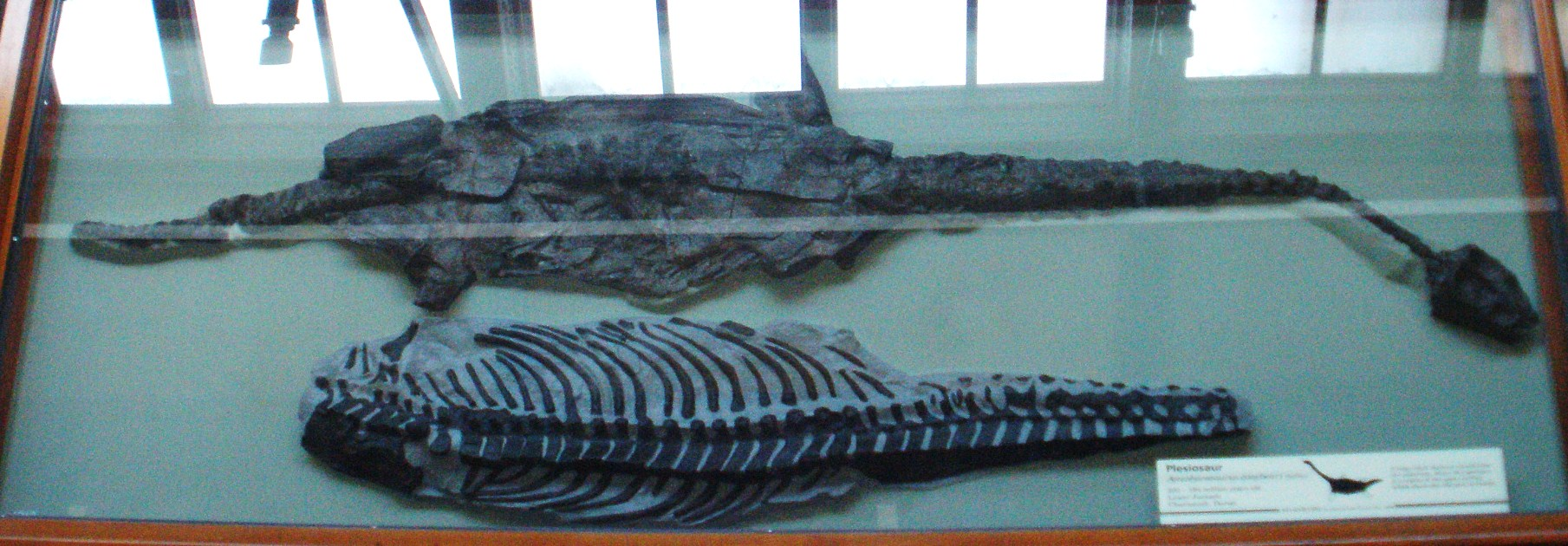
Másolatok az
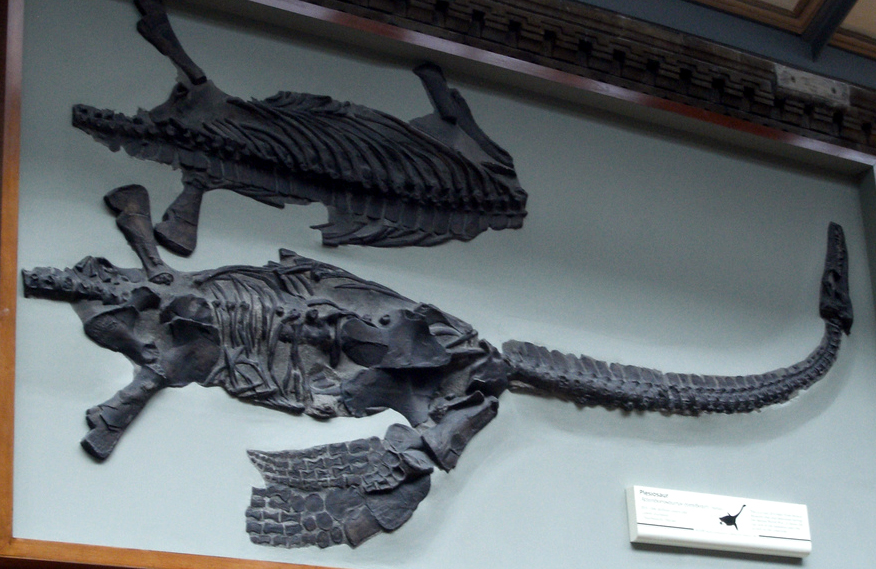
eredeti csontvázakról

## Fordítás
Ez a szócikk részben vagy egészben  az   Attenborosaurus című angol Wikipédia-szócikk ezen változatának fordításán alapul.  Az eredeti cikk szerkesztőit annak laptörténete sorolja fel. Ez a jelzés csupán a megfogalmazás eredetét és a szerzői jogokat jelzi, nem szolgál a cikkben szereplő információk forrásmegjelöléseként.